# L'Estanyell
L'Estanyell és una zona humida temporal endorreica, d'origen natural, situada entre els municipis de Camós i Porqueres. Té una superfície d'1,55 Ha.
L'Estanyell compta amb un cinyell helofític continu i espès de canyís i boga. És especialment remarcable el seu
canyissar, que ocupa una part important de la superfície de l'estany. Al seu voltant, i de forma molt dispersa, hi ha
alguns exemplars d'arbres de ribera, com salzes blancs i gatells. Són també interessants els extensos
herbassars humits que envolten l'estany. Al seu voltant hi ha l'hàbitat d'interès comunitari 9540 Pinedes mediterrànies, amb pi blanc i abundants roures.
Pel que fa a la fauna, l'estanyell és interessant per a les aus, ja que s'hi han citat espècies com cabusset (Tachybaptus ruficollis), martinet de nit (Nycticorax nycticorax), ànec collverd (Anas plathyrhynchos), polla d'aigua (Gallinula chloropus), etc. L'Estanyell també és interessant com a punt de reproducció d'amfibis. Existeixen cites de la presència de reineta (Hyla meridionalis), granoteta de punts (Discoglossus pictus), gripau corredor (Epidalea calamita), gripau comú (Bufo bufo) i tòtil (Alytes obstetricans).
L'Estanyell se situa en un entorn agrari on no són visibles factors que estiguin afectant negativament aquesta zona humida, tret de la possible captació d'aigües freàtiques per a reg a l'entorn de l'espai. Al voltant de l'estany hi ha algunes
infraestructures relacionades amb la captació d'aigües i algunes línies elèctriques o telefòniques, que convindria retirar.